# Aarlanderveen

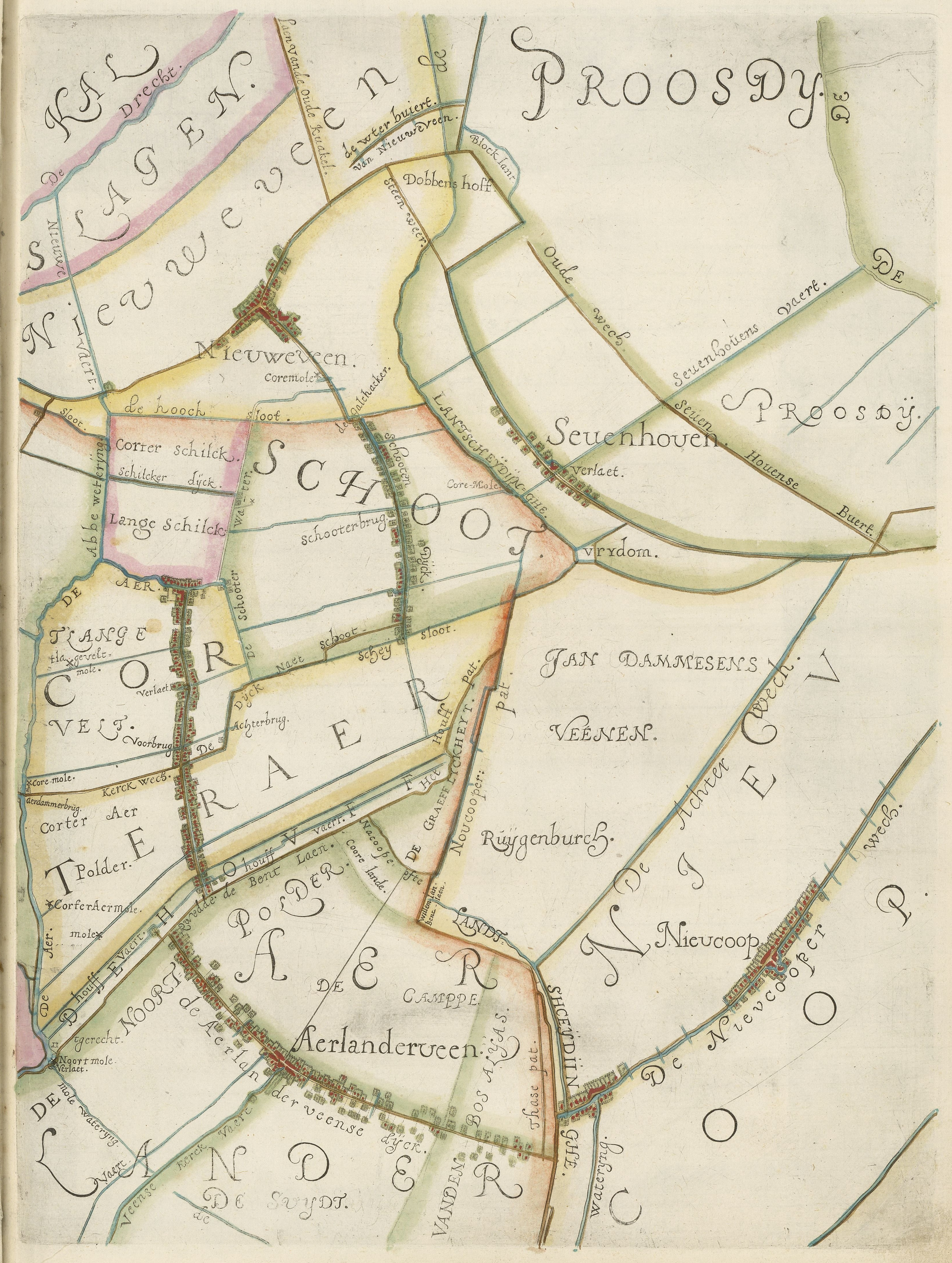
Aarlanderveen (onder) op een kaart van het Hoogheemraadschap van Rijnland uit 1611.

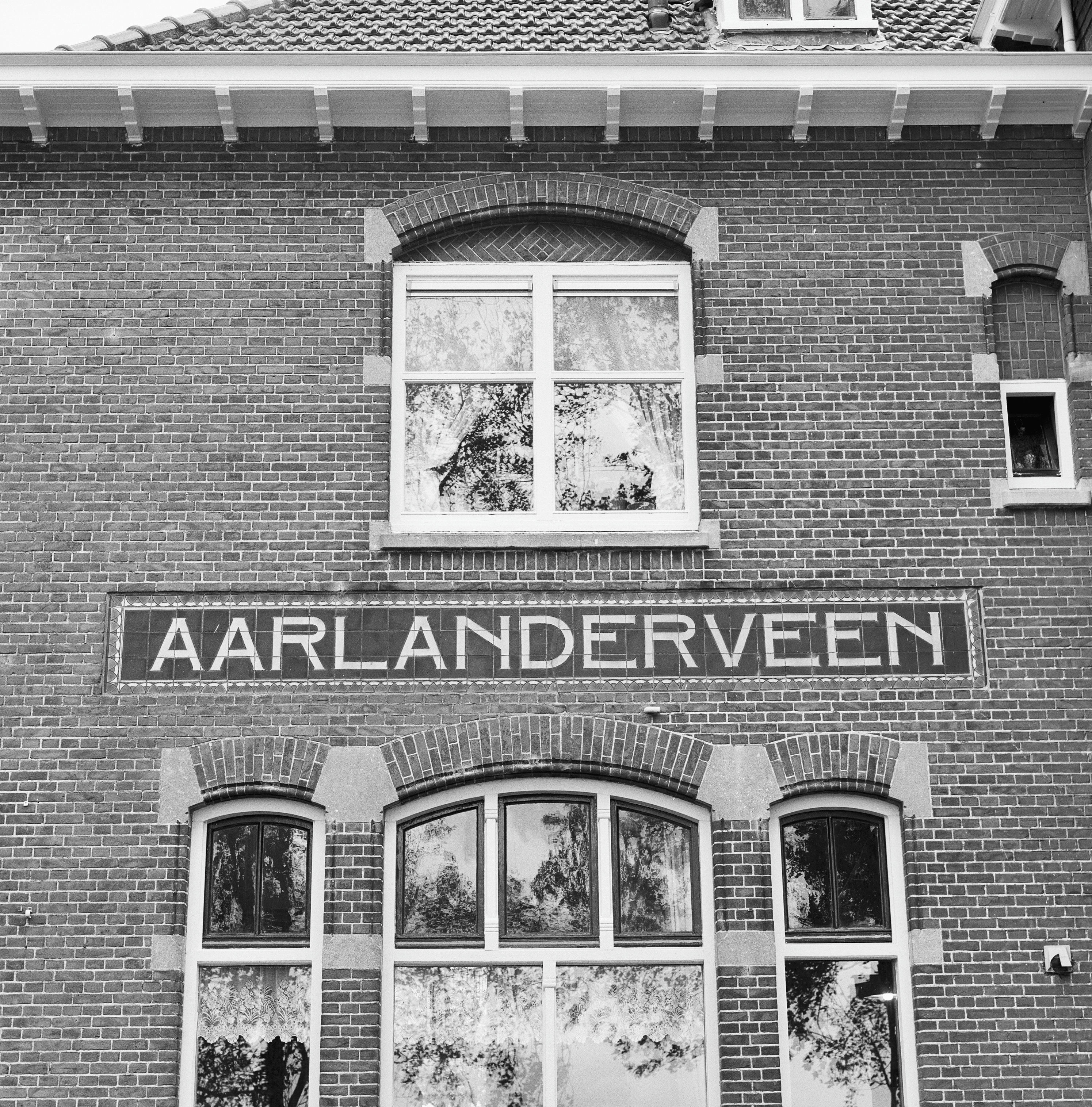
Tegelplateau station Aarlanderveen.

Aarlanderveen is een dorp in de Nederlandse provincie Zuid-Holland, behorend tot de gemeente Alphen aan den Rijn. Het ligt ca. 5 km ten oosten van Alphen aan den Rijn.

## Geschiedenis en wapen
Aarlanderveen wordt voor het eerst vermeld als heerlijkheid op het verlovingscontract van Floris IV van Holland en Machteld van Brabant (13e eeuw). Het dorp komt door de eeuwen heen in het bezit van verschillende adellijke families, waaronder Van Oudshoorn en Van IJsselstein. Aan het begin van de Renaissance in 1584 of 1593 komt Aarlanderveen in het bezit van veldmaarschalk Ernst van Mansveld of Von Mandelsloh. Het helmteken van zijn familie was een snoerloze hoorn met daarboven een zilveren doodshoofd en twee gekruiste zwaarden. Dit helmteken werd het heerlijkheidswapen en later het gemeentewapen. Recenter werd dit wapen, nu Aarlanderveen sedert 1918 behoort tot de gemeente Alphen aan den Rijn, ook nog gevoerd door het waterschap de Zuid- en Noordeinderpolder tussen 1972 en 1990. In 1990 ging het waterschap bij een fusie op in het Waterschap De Aarlanden, dat nog steeds ruim het gebied van de voormalige gemeente omvat.
In het zuidwesten werd in 1645 het landhuis Berendrecht gebouwd. In 1769 werd dit gesloopt waarna het gebied werd afgegraven voor klei.

## Natuur
Het gebied rondom het dorp is een natuurrijk cultuurlandschap dat rijk is aan weidevogels als kieviten, grutto's en tureluurs. Ook zijn er veel bloemrijke slootkanten met onder andere moerasrolklaver, egelboterbloem, water- en akkermunt, koekoeksbloem en kale jonker.

## Molenviergang
In de nabijheid van Aarlanderveen ligt de enige nog steeds in bedrijf zijnde molenviergang ter wereld, de Molenviergang (Aarlanderveen). De molens bemalen de drooggemaakte polder aan de westzijde van Aarlanderveen.

## Treinverbinding (1915-1936)
Van 1 augustus 1915 tot 1 januari 1936 lag Aarlanderveen aan de spoorlijn Uithoorn - Alphen aan den Rijn. Op het tracé van de spoorlijn werd later de provinciale weg aangelegd (thans N231). Het stationsgebouw uit 1915 is nog aanwezig.

## Geboren in Aarlanderveen
- Theo Asseler (1823-1879), architect
- Joan Hugo van der Groe (1735-1818), gereformeerd predikant
- Nico de Haan (1947), vogelkenner en vogelbeschermer
- Izaak van der Horst (1909-1944), verzetsstrijder tijdens de Tweede Wereldoorlog
- Leo Lens (1893-1942), dichter
- Anthony Medenblik (1740-1830), maire en schout
- Danny Oosterman (1957), dirigent
- Arent Jan Wensinck (1882-1939), islamoloog en geschiedkundige
- Martinus van der Weijden (1800-1826), missionaris in Suriname

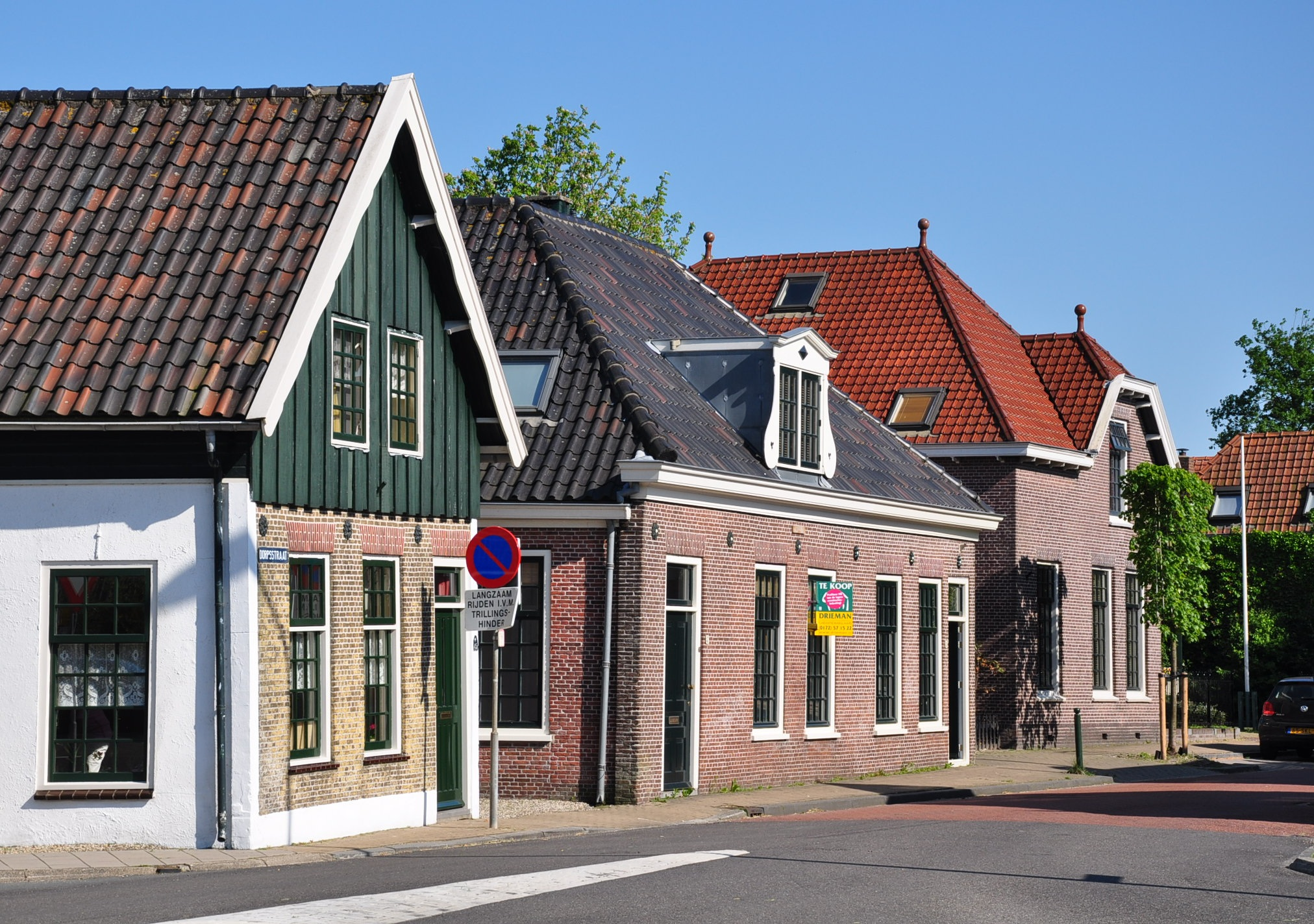
Dorpsstraat
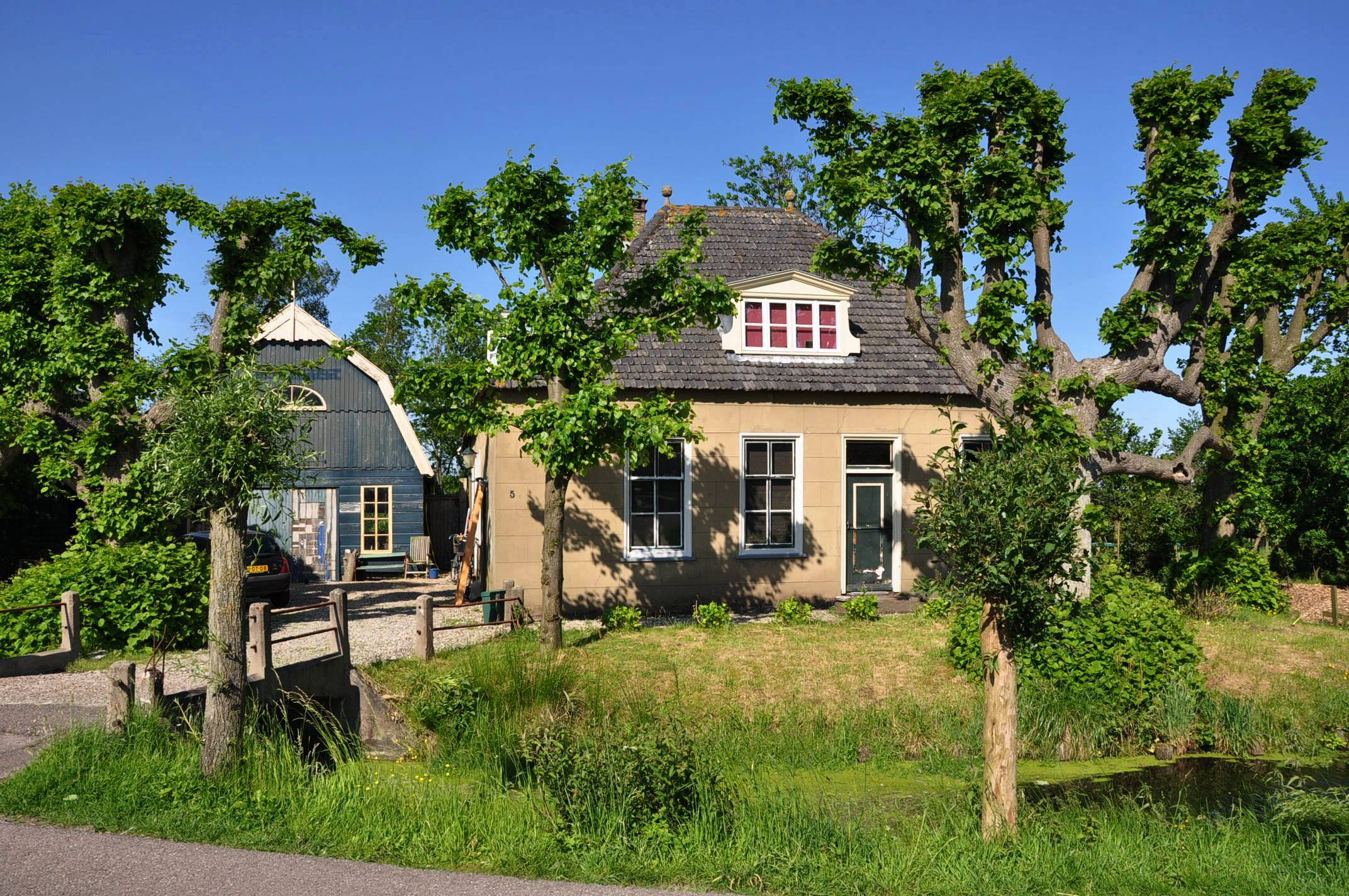
Boerderij met schuur aan de Dorpsstraat
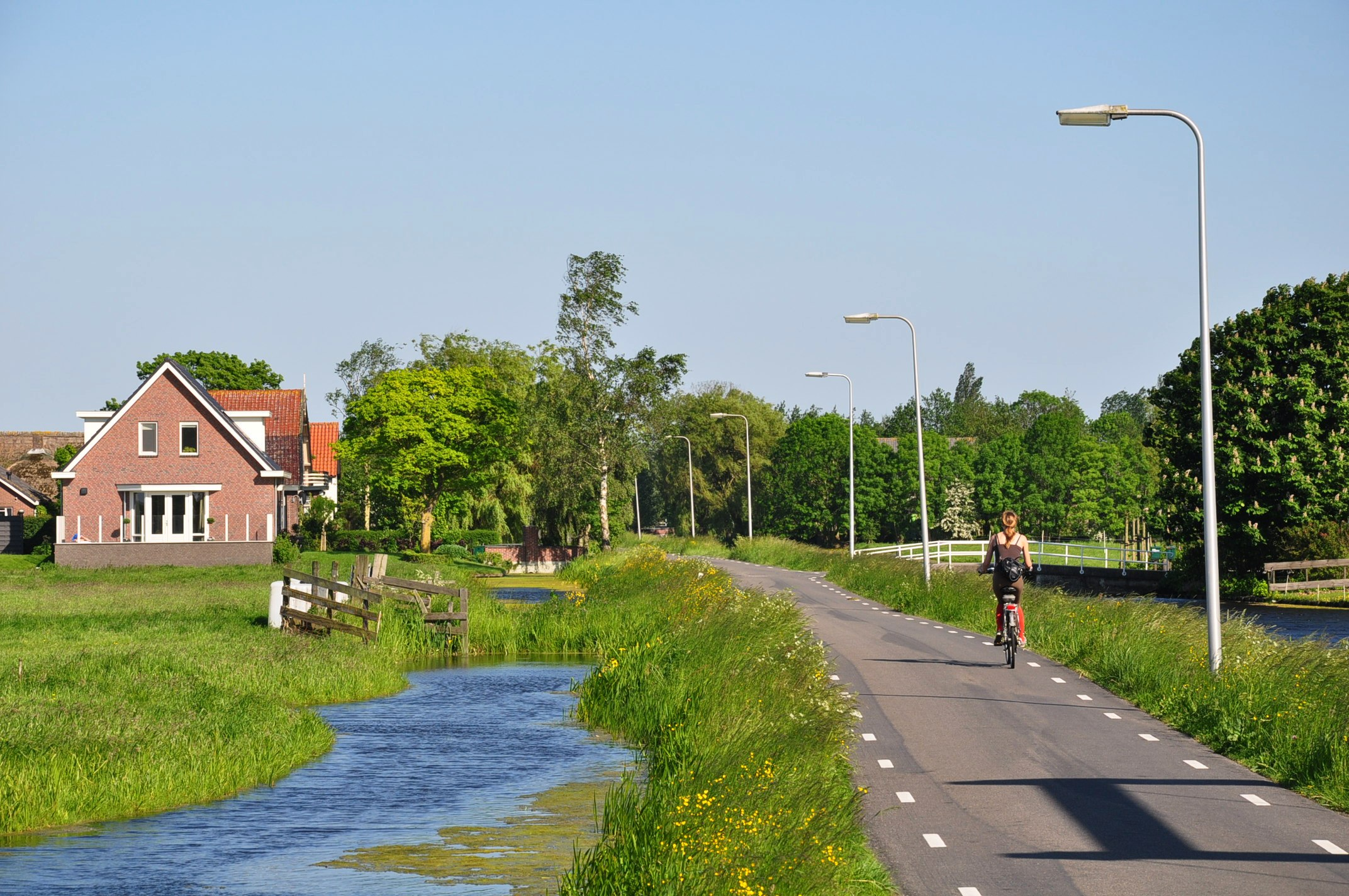
Zuideinde
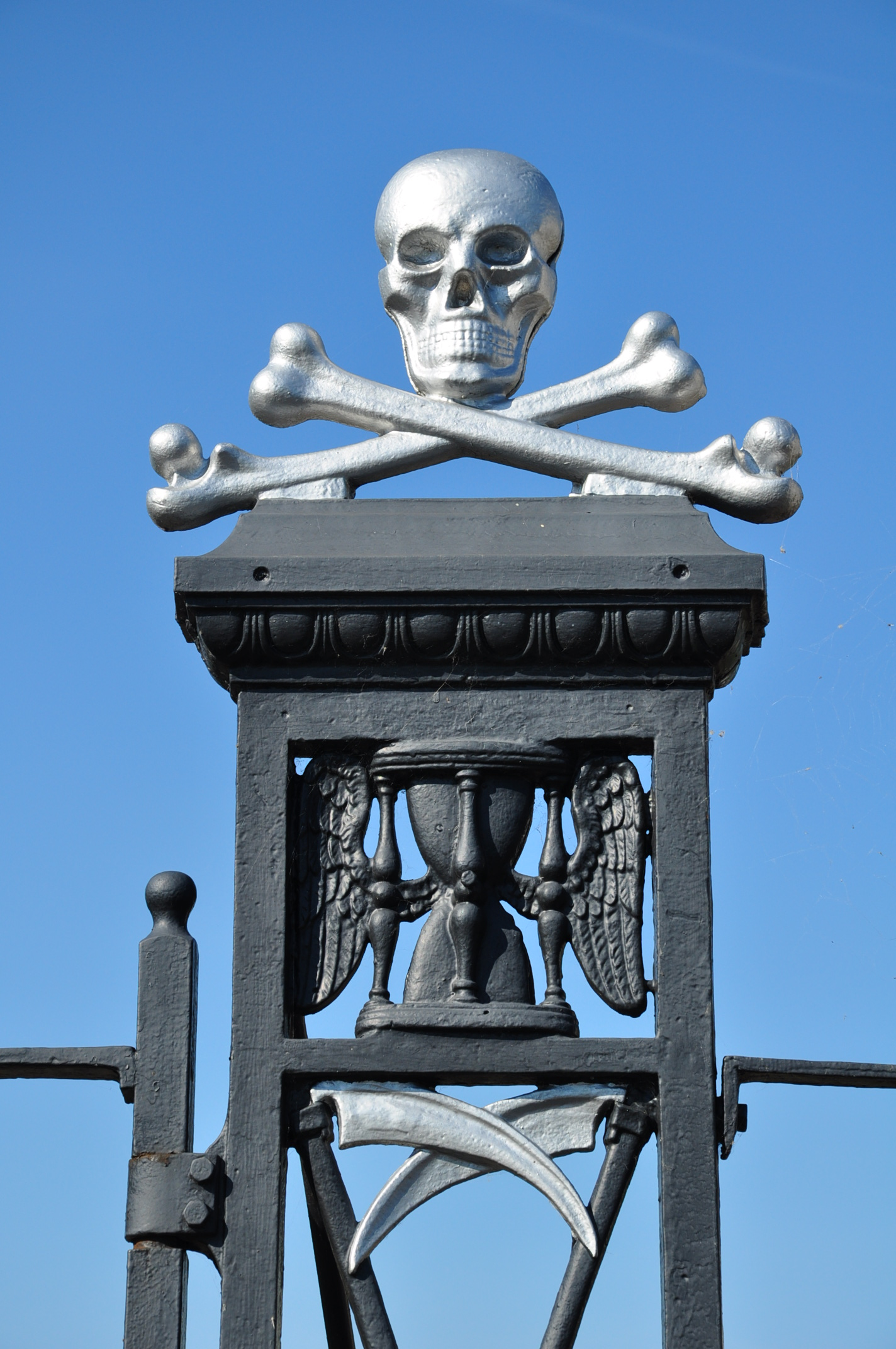
Toegangshek van het kerkhof (een Rijksmonument, uit 1875)